# Новогодние и рождественские марки Украины

Нового́дняя ма́рка — красочная коммеморативная (иногда специальная праздничная) почтовая марка, традиционно выпускаемая в качестве знака почтовой оплаты в некоторых странах к Новому году с новогодним сюжетом рисунка и текстом новогодних поздравлений. В зависимости от традиций встречи Нового года в разных странах марки могут быть эмитированы не только в конце декабря, но и в другие месяцы календарного года. Это связано с различиями в календарях, принятых в той или иной стране мира. Обычно используется для оплаты открыток, писем и бандеролей, пересылаемых в предновогодний и посленовогодний периоды. В некоторых случаях возможны повторные эмиссии и дополнительные тиражи подобных марок.
Рожде́ственская ма́рка — почтово-благотворительная или праздничная почтовая марка рождественской тематики, выпускаемая в некоторых странах мира в преддверии 25 декабря для использования в качестве оплаты праздничных почтовых отправлений, например, рождественских открыток. Праздничные рождественские марки являются регулярными почтовыми марками, в отличие от рождественских виньеток, или марок-наклеек, и действительны для оплаты почтового сбора в течение всего года до полного израсходования тиража. Обычно поступают в продажу в начале октября — начале декабря и печатаются значительным тиражом.

## Список новогодних и рождественских марок Украины
Ниже приведен перечень (каталог) знаков почтовой оплаты (почтовых марок), посвящённых теме встречи Нового года, введённых в обращение Укрпочтой. Порядок следования элементов в таблице соответствует номеру по каталогу марок Украины на официальном сайте Укрпочты (укр. КМД УДППЗ «Укрпошта»), в скобках приведены номера по каталогу «Михель». Кроме изображения и номинала в списке дано краткое описание (дополнительную информацию можно получить в комментариях, нажав на «комм»), указаны дата выпуска, тираж и художник. Чтобы перейти к маркам определённого года выпуска в таблице, нажмите на нужный год.
| 1992 • 1993 • 1994 • 1995 • 1996 • 1997 • 1998 • 1999 • 2000 • 2001 • 2002 • 2003 • 2004 • 2005 • 2006 • 2007 • 2008 • 2009 • 2010 • 2011 • 2012 • 2013 • 2014 • 2015 • 2016 • 2017 • 2018 • 2019 • 2020 • 2021 |

| № по каталогу                                                                                               | Изображение | Описание и источники | Номинал     | Дата выпуска         | Тираж           | Художник                |
| 1992 | 1992        | 1992 | 1992        | 1992                 | 1992            | 1992                    |
| --- | ----------- | --- | ----------- | -------------------- | --------------- | ----------------------- |
| В 1992 году почтой Украины новогодние и рождественские марки официально не эмитировались.                   |             | |             |                      |                 |                         |
| 1993 |             | |             |                      |                 |                         |
| В 1993 году почтой Украины новогодние и рождественские марки официально не эмитировались.                   |             | |             |                      |                 |                         |
| 1994 |             | |             |                      |                 |                         |
| В 1994 году почтой Украины новогодние и рождественские марки официально не эмитировались.                   |             | |             |                      |                 |                         |
| 1995 |             | |             |                      |                 |                         |
| В 1995 году почтой Украины новогодние и рождественские марки официально не эмитировались.                   |             | |             |                      |                 |                         |
| 1996 |             | |             |                      |                 |                         |
| В 1996 году почтой Украины новогодние и рождественские марки официально не эмитировались.                   |             | |             |                      |                 |                         |
| 1997 |             | |             |                      |                 |                         |
| № 165 (Mi #225)                                                                                             |             | «З Різдвом Христовим!». с укр. — «С Рождеством Христовым!». | 0,20 гривны | 20 декабря 1997 года | 200 000         | Геннадий Заднипряный    |
| 1998 |             | |             |                      |                 |                         |
| № 230 (Mi #290)                                                                                             |             | З Різдвом Христовим! с укр. — «С Рождеством Христовым!». | 0,30 гривны | 11 декабря 1998 года | 200 000         | И. Брынюк               |
| 1999 |             | |             |                      |                 |                         |
| № 267 (Mi #326)                                                                                             |             | Різдво. с укр. — «Рождество». | 0,30 гривны | 26 ноября 1999 года  | 200 000         | Т. Пошук                |
| № 268 (Mi #327)                                                                                             |             | Різдво Христове. с укр. — «Рождество Христово». | 0,60 гривны | 26 ноября 1999 года  | 200 000         | А. Жаривский, В. Сава   |
| № 283 (Mi #342)                                                                                             |             | З новим 2000 роком! з купоном. с укр. — «„С Новым 2000 годом!“ с купоном». | 0,50 гривны | 18 декабря 1999 года | 200 000         | Катерина Штанко         |
| 2000 |             | |             |                      |                 |                         |
| № 359 (Mi #419)                                                                                             |             | Новий Рік. с укр. — «Новый год». | 0,30 гривны | 24 ноября 2000 года  | 300 000         | В. Евтушенко            |
| 2001 |             | |             |                      |                 |                         |
| № 411 (Mi #471)                                                                                             |             | Різдво Христове. с укр. — «Рождество Христово: ряженые». | 0,30 гривны | 9 ноября 2001 года   | 550 000         | Олег Петренко-Заневский |
| № 412 (Mi #472)                                                                                             |             | Святий Миколай. с укр. — «Святой Николай». | 0,30 гривны | 16 ноября 2001 года  | 400 000         | Кость Лавро             |
| № 413 (Mi #473)                                                                                             |             | Новий рік. с укр. — «Новый год». | 0,30 гривны | 23 ноября 2001 года  | 500 000         | Катерина Штанко         |
| 2002 |             | |             |                      |                 |                         |
| № 481 (Mi #541)                                                                                             |             | «Щасливого Нового Року!». с укр. — «С Новым годом!». | 0,45 гривны | 22 ноября 2002 года  | 500 000         | Владислав Ерко          |
| 2003 |             | |             |                      |                 |                         |
| № 545 (Mi #605)                                                                                             |             | «Різдво». с укр. — «Рождество». | 0,45 гривны | 25 ноября 2003 года  | 200 000         | Николай Кочубей         |
| № 546 (Mi #606)                                                                                             |             | «З Новим Роком!». с укр. — «С Новым годом!». | 0,45 гривны | 25 ноября 2003 года  | 220 000         | Катерина Штанко         |
| 2004 |             | |             |                      |                 |                         |
| № 620 (Mi #680) № 621 (Mi #681) № 622 (Mi #682)                                                             |             | Зчіпка «З Різдвом Христовим!». с укр. — «Сцепка „С Рождеством Христовым!“». | 0,45 гривны | 26 ноября 2004 года  | 280 000 560 000 | Мария Гейко             |
| № 623 (Mi #683) № 624 (Mi #684) № 625 (Mi #685)                                                             |             | Зчіпка «З Новим роком! З Новим щастям!». с укр. — «Сцепка „С Новым годом! С Новым счастьем!“». | 0,45 гривны | 26 ноября 2004 года  | 280 000 560 000 | Мария Гейко             |
| 2005 |             | |             |                      |                 |                         |
| № 693 (Mi #752)                                                                                             |             | «З Різдвом Христовим!» с укр. — «С Рождеством Христовым!» | 0,70 гривны | 11 ноября 2005 года  | 220 000         | Татьяна Нестерова       |
| № 694 (Mi #753)                                                                                             |             | «З Новим роком!» с укр. — «С Новым годом!» | 0,70 гривны | 11 ноября 2005 года  | 270 000         | Татьяна Нестерова       |
| 2006 |             | |             |                      |                 |                         |
| № 779 (Mi #821) № 780 (Mi #822)                                                                             |             | Зчіпка «День Святого Миколая»: Діти і янгол; Святий Миколай з янголами. с укр. — «Сцепка „День святого Николая“: - Дети и ангел; - Святой Николай с ангелами».                                                  | 0,70 гривны | 17 ноября 2006 года  | 200 000         | Катерина Штанко         |
| № 781 (Mi #823)                                                                                             |             | «З Різдвом Христовим!» с укр. — «С Рождеством христовым!» | 0,70 гривны | 24 ноября 2006 года  | 240 000         | Николай Кочубей         |
| 2007 |             | |             |                      |                 |                         |
| № 872 (Mi #914) № 873 (Mi #915)                                                                             |             | Зчіпка «З Новим роком та Різдвом Христовим!». с укр. — «Сцепка „С Новым годом и Рождеством Христовым!“». | 0,70 гривны | 16 ноября 2007 года  | 270 000         | Катерина Штанко         |
| № 874 (Mi #916)                                                                                             |             | Власна марка з купоном «З Новим роком! З Різдвом Христовим!». с укр. — «Собственная марка с купоном „С Новым годом! С Рождеством Христовым!“».                                                                  | 1,00 гривна | 23 ноября 2007 года  | 100 000         | Катерина Штанко         |
| 2008 |             | |             |                      |                 |                         |
| № 956 (Mi #998)                                                                                             |             | «З Різдвом Христовим!». с укр. — «С Рождеством Христовым!». | 1,00 гривна | 21 ноября 2008 года  | 250 000         | Юлика Правдохина        |
| № 957 (Mi #999)                                                                                             |             | «З Новим роком!». с укр. — «С Новым годом!». | 1,00 гривна | 21 ноября 2008 года  | 280 000         | Юлика Правдохина        |
| 2009 |             | |             |                      |                 |                         |
| № 1010 (Mi #1057)                                                                                           |             | «З Різдвом Христовим!». с укр. — «С Рождеством Христовым!». | 1,50 гривны | 9 декабря 2009 года  | 207 000         | Наталия Фандикова       |
| № 1016 (Mi #1058)                                                                                           |             | «З Новим роком!». с укр. — «С Новым годом!». | 1,50 гривны | 9 декабря 2009 года  | 254 000         | Татьяна Нестерова       |
| 2010 |             | |             |                      |                 |                         |
| В 2010 году почтой Украины новогодние и рождественские марки официально не эмитировались.                   |             | |             |                      |                 |                         |
| 2011 |             | |             |                      |                 |                         |
| № 1164 (Mi #1206) № 1165 (Mi #1207)                                                                         |             | «З Новим роком та Різдвом Христовим». с укр. — «С Новым годом и Рождеством Христовым». | 1,80 гривны | 23 декабря 2011 года | 190 000         | Наталия Кохаль          |
| 2012 |             | |             |                      |                 |                         |
| № 1260 (Mi #1303) № 1261 (Mi #1304)                                                                         |             | Марки надруковані зчіпкою з 2-х марок «З Новим роком та Різдвом Христовим!» с укр. — «Марки, напечатанные сцепкой из двух марок „С Новым годом и Рождеством Христовым!“»                                        | 2,00 гривны | 8 декабря 2012 года  | 203 000         | Алёна Левская           |
| 2013 |             | |             |                      |                 |                         |
| № 1330 (Mi #1374)                                                                                           |             | «З Різдвом Христовим!» с укр. — «С Рождеством Христовым!». | 2,00 гривны | 6 декабря 2013 года  | 190 000         | Владимир Корнев         |
| № 1340 (Mi #1384) № 1341 (Mi #1385) № 1342 (Mi #1386) № 1343 (Mi #1387) № 1344 (Mi #1388) № 1345 (Mi #1389) |             | Блок «Східний гороскоп (щур-змія)»: «Щур»; «Бик»; «Тигр»; «Заєць»; «Дракон»; «Змія». с укр. — «Блок „Восточный гороскоп (Крыса — Змея)“: - Крыса; - Бык; - Тигр; - Кролик; - Дракон; - Змея».                   | 2,50 гривны | 25 декабря 2013 года | 105 000         | Иван Кравец             |
| № 1346 (Mi #1390) № 1347 (Mi #1391) № 1348 (Mi #1392) № 1349 (Mi #1393) № 1350 (Mi #1394) № 1351 (Mi #1395) |             | Блок «Східний гороскоп (кінь-свиня)»: «Кінь»; «Вівця»; «Мавпа»; «Півень»; «Собака»; «Свиня». с укр. — «Блок „Восточный гороскоп (Лошадь — Свинья)“: - Лошадь; - Коза; - Обезьяна; - Петух; - Собака; - Свинья». | 2,50 гривны | 25 декабря 2013 года | 105 000         | Иван Кравец             |
| 2014 |             | |             |                      |                 |                         |
| № 1407 (Mi #1451)                                                                                           |             | «З Новим роком! З Різдвом Христовим!» с укр. — «С Новым годом! С Рождеством Христовым!». | 2,00 гривны | 28 ноября 2014 года  | 245 000         | Юлика Правдохина        |
| 2015 |             | |             |                      |                 |                         |
| № 1479 (Mi #1523)                                                                                           |             | «Веселих свят!» с укр. — «Весёлых праздников!» | 2,40 гривні | 2 декабря 2015 года  | 190 000         | Иван Кравец             |
| 2016 |             | |             |                      |                 |                         |
| № 1545 (Mi #1591)                                                                                           |             | «Рік Півня. З Новим роком!» с укр. — «Год Петуха. С Новым годом!» | 4,40 гривны | 11 ноября 2016 года  | 140 000         | Татьяна Нестерова       |
| № П-19 (Mi #1592)                                                                                           |             | Проект «Власна марка» Поштова марка персоніфікована. с укр. — «Проект «Собственная марка»: Святой Николай». | V           | 1 декабря 2016 года  | 199 998         | Нет данных              |
| 2017 |             | |             |                      |                 |                         |
| № 1616 (Mi #1664)                                                                                           |             | «З Різдвом Христовим!» с укр. — «С Рождеством Христовым!» | 4,00 гривны | 30 ноября 2017 года  | 170 000         | Елена Завитайло         |
| 2018 |             | |             |                      |                 |                         |
| № 1705 |             | «З Новим роком! Рік Свині». с укр. — «С Новым годом! Год Свиньи». | V           | 14 декабря 2018 года | 200 000         | Ирина Медведовская      |
| № 1710 |             | «Св. Миколай». с укр. — «Святой Николай». | V           | 19 декабря 2018 года | 130 000         | Нет данных              |
| 2019 |             | |             |                      |                 |                         |
| 2020 |             | |             |                      |                 |                         |
| 2021 |             | |             |                      |                 |                         |

## Комментарии
1. ↑  Коммеморативные марки — обобщённое название специальных художественных (памятных, юбилейных и других) почтовых марок. Для упрощения терминологии в случаях, когда требуется лишь подчеркнуть, что данная марка не является общеупотребляемой (то есть стандартной), под термином «коммеморативная марка» подразумевают, кроме перечисленных выше, также тематические (рисунки которых, посвящены определённой теме коллекционирования) марки. Также все упомянутые марки, объединённые термином «коммеморативная», имеют общую черту: как правило, такие марки изготовляются на высоком полиграфическом уровне[1].
2. ↑  Даты Рождества по григорианскому календарю, которой по юлианскому календарю соответствует 7 января.
3. ↑  Ниже приведён перечень памятных новогодних марок (с возможностью сортировки по номиналу, тиражу и дате введения в обращение).
4. 1 2 3 4  Святой Николай в христианстве почитается как чудотворец, на Востоке является покровителем путешествующих, заключённых и сирот[29], на Западе — покровителем практически всех слоёв общества, но в основном детей[30].
 Святой Николай дал начало персонажу Санта-Клаусу[31].
5. ↑  Почтовая марка с купоном (купон предназначен для печати сюжетов по заказу граждан или организаций). Марочный лист содержит 28 марок и купонов. Поля марочного листа оформляются избранным сюжетом из каталога электронных изображений КМД УДППЗ «Укрпошта» или предоставляются заказчиком
6. 1 2 3  Литерный номинал «V» соответствует тарифу на пересылку неприоритетного простого почтового отправления, массой до 20 грамм в пределах Украины[100]. Литерный номинал «V» эквивалентен 7,00 грн (курсовая стоимость марки приведена по данным Укрпочты на 11 декабря 2018 года)[101].
7. 1 2  Автор не указан в АИ.
8. ↑  Тираж почтовой марки — 170 000 экземпляров (из них неперфорированных — 32 800 экземпляров для обеспечивания обладателей абонементов, а также для привлечения новых активистов филателистического движения)[97].
9. ↑  Дизайн[en] марочного листа Светлана Бондарь.